# اووه پشل
اووه پشل (آلمانی: Uwe Peschel؛ زادهٔ ۴ نوامبر ۱۹۶۸) دوچرخه‌سوار اهل آلمان است.
وی در مسابقات کشوری و بین‌المللی در مجموع برندهٔ ۱ مدال طلا، ۱ مدال نقره شده‌است.